# Carloni & Franceschetti
Carloni & Franceschetti è la firma collettiva usata dal duo di artisti e videomaker italiani formato da Cristiano Carloni (Fano, 1963) e 
da Stefano Franceschetti (Pesaro, 1966) .
Le loro tecniche indagano i procedimenti ottici della visione nella trasmutazione della materia e negli slittamenti temporali della memoria. Sono autori di film d’animazione, videoinstallazioni, scenografie elettroniche, video memorie, fotografie, performance. La lunga collaborazione con Romeo Castellucci e la Socìetas Raffaello Sanzio porta il loro lavoro nei più importanti teatri d’avanguardia del mondo. Numerose le loro partecipazioni con videoinstallazioni a importanti festival performativi: Santarcangelo dei Teatri; TTV Performing Arts on Screen, Riccione; Drodesera Festival/Centrale Fies, Dro; Mantica, Teatro Comandini, Cesena; UOVO Performing Art Festival, Milano; Romaeuropa Festival. I loro video sono stati ospitati presso prestigiose istituzioni culturali: Museum of Contemporary Art, Chicago; Museo del Louvre, Parigi; Museo d'Arte Moderna, Strasburgo; La Biennale Teatro, Venezia; Fondazione Sandretto Re Rebaudengo, Torino; Central Academy of Fine Arts, Pechino; Oxo Tower, Londra; Martin Segal Center, New York.

## Biografia

### Studi e primi lavori
Cristiano Carloni e Stefano Franceschetti hanno studiato cinema d’animazione e pittura a Urbino. Il sodalizio di Carloni e Franceschetti inizia nel 1993 durante la realizzazione del documentario New York e il mistero di Napoli per la regia di Giorgio Baratta e Dario Fo. In tale occasione gli viene richiesta la collaborazione al montaggio e la creazione di un breve filmato sperimentale sulla voce di Franca Rame intenta a leggere una lettera dal carcere di Antonio Gramsci.
Nel 1995 fondano il loro studio. Al loro esordio nel 1996 con Urbino memoriale, una videoanimazione dedicata a Paolo Volponi, vincono una serie di riconoscimenti tra i quali il Primo Premio al Videoart Festival/Grand Prix de la Ville de Locarno, al tempo il più importante festival di videoarte d'Europa. Il video elabora il sogno dimenticato di una città rinascimentale posta come centro propagatore dell’ideale umanistico europeo. Urbino memoriale verrà poi presentato in diversi festival di videoarte: Videoformes (Clermont-Ferrand, 1997), Experimentalfilme (Dresda, 1997), Invideo, Palazzo della Triennale (Milano, 1998), Transmediale (Berlino, 2003), Fondazione Ragghianti (Lucca, 2004), The Night and the Day, Film Museum (Vienna, 2011). Nel 1998 Urbino memoriale viene acquisito dal Medialogo di Milano/DOCVA nella collezione Invideo.

### 1999-2005: Carloni & Franceschetti e la Socìetas Raffaello Sanzio
Nel 1999 Carloni e Franceschetti sono invitati all’esposizione mondiale per i 100 anni del cinema di animazione “Animania”, curata da Bruno Di Marino per la Mostra Internazionale del Nuovo Cinema di Pesaro (Animania. 100 anni di esperimenti nel cinema d’animazione, Editrice Il Castoro, Milano 1999). Nello stesso anno iniziano la lunga collaborazione con il teatro della Socìetas Raffaello Sanzio con la creazione di videoproiezioni sulle scene dello spettacolo Voyage au bout de la nuit, tratto dal libro di Louis-Ferdinand Céline. Il tour dell’opera attraverserà decine di festival e teatri internazionali tra i quali: Romaeuropa Festival (Roma, 1999), Court du Lycee St. Joséph (Avignone, 1999), Trafó (Budapest, 2000), Holesevice Pivovar (Praga, 2000), Leipziger Schauspielhaus (Lipsia, 2000), De Singel (Anversa, 2000), Kunstlerhaus Mousonturm (Francoforte, 2001), Théàtre Les Brigittines (Bruxelles, 2001), Spielart, Muffat Halle (Monaco, 2001), Culturgest (Lisbona, 2002), Hebbel Theater (Berlino, 2002).
Nel 2000 realizzano Genesi. From the Museum of Sleep, un video tratto dall’omonima opera teatrale di Romeo Castellucci che ottiene il Primo Premio al festival TTV Performing Arts on screen di Riccione (RN) nel 2002. Tra le proiezioni principali di questo video si sottolineano quelle al Musee d'Art Moderne di Strasburgo (2001), al Museum of Contemporary Art di Chicago (2002) e al Centre for Contemporary Art di Varsavia (2004).
Negli anni seguenti il duo è impegnato alla realizzazione di scenografie elettroniche e video memorie per la Tragedia Endogonidia della Socìetas Raffaello Sanzio (2002-2004), un’impresa pluriennale composta da undici spettacoli prodotti da molti tra i più importanti teatri europei e dal programma Culture 2000 della Comunità Europea. Questo progetto, che comincia e termina al Teatro Comandini di Cesena, si sofferma al Festival d'Avignone (2002), all’Hebbel Theater di Berlino (2003), al Kunstenfestivaldesarts di Bruxelles (2003), all’International Festival Norway di Bergen (2003), al Festival d’Automne di Parigi (2003), al Romaeuropa Festival (2003), al Le Maillon Théâtre di Strasburgo (2004), al Laban Theatre del LIFT di Londra (2004), al Les Bernardines e al Théâtre du Gymnase di Marsiglia (2004).
Nel 2002 la manifestazione Séquence du cinéma d'animation di Nizza dedica a Carloni e Franceschetti una retrospettiva curata da Hervé Joubert-Laurencin. Dallo stesso anno lavorano alla serie Spettrografie, video e videoinstallazioni che si servono di lavagne scolastiche e lastre di ghiaccio come schermi di proiezione. La spettrografia è intesa alla lettera come una scrittura con gli spettri che per loro natura si riproducono tramite una tensione capace di generare stupore. Questo suggestivo ciclo di opere si rivolge direttamente all’inconscio e alla capacità di commozione empatica dello spettatore. Alcune di queste opere vanno in scena in tre Episodi teatrali della Tragedia Endogonidia: B.#03 Berlin, BN.#05 Bergen, M.#10 Marseille. L’ultima spettrografia, Spectrography VII, è stata presentata al MACRO-Museo d’Arte Contemporanea di Roma nel dicembre 2018.
Nel 2004 inizia la loro collaborazione con la galleria Studio Tommaseo / Trieste Contemporanea, dove gli artisti faranno più volte ritorno con video e installazioni (2005, 2011, 2012).
Nel 2005 il Ciclo Filmico della Tragedia Endogonidia della Socìetas Raffaello Sanzio, un documento storico monumentale composto da undici video della durata totale di quasi sei ore (regia, ripresa e montaggio di Cristiano Carloni e Stefano Franceschetti; suoni e musiche originali di Scott Gibbons), viene pubblicato da Rarovideo a cura di Enrico Ghezzi, Stefano e Gianluca Curti e distribuito in Europa e negli USA (un cofanetto con tre DVD, un CD audio e un libro bilingue). A tale proposito Francesco Bonami scrive: «Eutanasia dei fatti e allucinazioni dello spazio, il ciclo filmico della Tragedia Endogonidia sono milioni di megabytes della memoria umana compressi dentro lo sguardo di un cieco dalla nascita. Undici esplosioni, una dietro all'altra, in modo da creare il caos totale della percezione, il collasso della comunicazione». Segue un lungo calendario di proiezioni in musei, centri culturali e teatri internazionali tra i quali: Museo del Louvre, Parigi (2004); Museo d'Arte Moderna, Strasburgo (2004); Oxo Tower, Londra (2004); Central Academy of Fine Arts, Pechino (2006); Martin Segal Center, New York (2008); Sharjah Art Museum, United Arab Emirates (2009). Romeo Castellucci, in qualità di direttore, invita i due artisti alla “Biennale di Venezia Teatro” (2005) che produce il loro video Ultima scena, inserendolo tra le tematiche di questa edizione che affronta e si interroga specificamente sui limiti del teatro contemporaneo (Edizione Premio Ubu Speciale per il rinnovamento apportato ai concetti di festival e di teatro). «Il video affronta il tema del tradimento politico e religioso nell’apparizione e nella sparizione dei corpi. È un’opera in cui le dimensioni di un’azione documentaria si trasfigurano nella visione di uno spazio scenico astratto e nella condizione dell’attesa. Una scelta radicale che procede per analogie e nel vuoto che si crea tra un corpo e la sua assenza interpone soltanto la misura di uno sguardo» C-F. (Pompei il romanzo della cenere, La Biennale di Venezia, Ubulibri Milano, 2005).

### 2006-in poi
Nel 2006 due video di Carloni e Franceschetti (Senza foce e Errante erotico eretico) vengono pubblicati nel cofanetto collettivo Video in Italy pubblicato da Rarovideo (Roma) a cura di Bruno Di Marino (doppio DVD + libro IT-EN).
Nel 2008 l’Associazione Culturale Interzona di Verona organizza la rassegna Una certa idea dell’Italia. Cinque incontri con il video a cura di Simone Menegoi. Il curatore invita cinque tra i più importanti giovani artisti italiani a presentare il loro lavoro: Cristiano Carloni e Stefano Franceschetti, Alex Cecchetti, Diego Perrone, Luca Trevisani, Nico Vascellari.
Nel 2009 con la videoinstallazione site specific Tragedia incivile inizia la loro collaborazione con Rodolfo Gasparelli della galleria Gasparelli Arte Contemporanea, Fano (PU).
Nel 2010 la coreografa Karine Ponties commissiona ai due artisti una libera interpretazione delle sue performance. Dalle riprese girate a Bruxelles presso il Teatro Les Tanneurs escono i video Humus vertebra e Drops on floor, pubblicati in DVD nel volume Humus vertebra a cura di Dame De Pic, Bruxelles in coedizione con Mami Verlag, Quilow (D) e D406 Gallery, Modena. Nello stesso anno i giovani curatori Angelique Campens, Erica Cooke e Chris Fitzpatrick, con il coordinamento di Stefano Collicelli Cagol e con la supervisione di Francesco Bonami, selezionano il video Spectrography II di Carloni e Franceschetti per la mostra collettiva Persona in meno presso la Fondazione Sandretto Re Rebaudengo (Guarene, CN) e la Fondazione Edoardo Garrone (Genova) riconoscendola tra le opere più significative dell’arte italiana di quegli anni. Nel catalogo si legge: “Se la diagnosi di un test di Rorschach fornisce un ritratto dell’individuo, la scelta di Carloni & Franceschetti, di rappresentare questo test standard, come un’immagine che si trasforma in continuazione, sfida la nozione che l’inconscio possa essere razionalizzato” (Persona in meno, Mousse Publishing Milano, 2010). Sempre nel 2010 tengono una mostra personale alla D406 di Modena dal titolo L’accompagnamento con abbandono che rielabora il mito di Orfeo e Euridice in una regressione onirica infantile (Catalogo a cura di Andrea Losavio con testi di Annalisa Sacchi).
Nel 2013 il centro culturale Dawawine di Beirut organizza una retrospettiva di Carloni e Franceschetti intitolata Una superficie, una lama a cura di Sara Sehnaoui.
Nel febbraio 2015 Oliviero Ponte di Pino organizza e cura la manifestazione Teatro e cinema: un amore non (sempre) corrisposto presso il Teatro Argentina di Roma. Tra gli invitati ci sono Stefano Franceschetti (Carloni & Franceschetti), Armando Punzo (Compagnia della Fortezza), Marco Cavalcoli (Fanny & Alexander), Stefano Ricci (ricci/forte).
Dal 2017 lavorano a un tema di opere intitolato ESSO. Si tratta di video, installazioni, fotografie, performance che indagano il fascismo come modello culturale ancora presente e radicato a vari livelli sociali in forme più o meno consapevoli, interpretandolo in chiave onirica e allucinatoria, generando cortocircuiti concettuali e temporali tra attualità e memoria collettiva.
Nel 2020 realizzano il video P.P.P. (sigla della 56ª Mostra Internazionale del Nuovo Cinema di Pesaro) ispirato dalla figura di Pier Paolo Pasolini come omaggio alla sua presenza (1968) a questo Festival che cercava, ugualmente al poeta, la promozione di nuove forme di comunicazione e di espressività artistica. La sigla si basa sulla scrittura automatica di tre P attraverso i tasti di una vecchia macchina da scrivere burocratica che nella funzione dei suoi meccanismi sembra scalzare drammaticamente tre chiodi simili a quelli di una crocifissione. Nel finale appare trasfigurato il volto di Pier Paolo Pasolini in PPP - primissimo piano in termini cinematografici - appoggiato su una base musicale che a sua volta è una invenzione tragica: il PPP - più che pianissimo nelle notazioni musicali - del “coro muto” dalla Madama Butterfly di Puccini.
Nel gennaio 2021 P.P.P. e Urbino memoriale vengono acquisiti nella Collezione di Arte Audiovisiva della Fondazione Ragghianti di Lucca.
Tra le loro collaborazioni con musicisti e compositori vanno segnalate quelle con Scott Gibbons (Chicago), Roberto Paci Dalò (Rimini) e Paolo Marzocchi (Pesaro).
Come insegnanti e artisti hanno collaborato lungamente con varie istituzioni scolastiche, inaugurato, promosso e consolidato corsi permanenti nell’ambito dell’audiovisivo. Sono docenti di cinema d’animazione e discipline multimediali alla Scuola del Libro di Urbino e al Liceo Artistico F. Mengaroni di Pesaro. Hanno insegnato Tecniche di animazione all’Accademia di Belle Arti di Urbino per oltre dieci anni. Hanno ricoperto incarichi di visiting professor presso DAMS di Bologna (2004), ERG di Bruxelles (2007) e IUAV di Venezia (2019, 2020). Del loro lavoro si occupano tesi e dottorati di ricerca universitari.

## Video/Installazioni
- Urbino memoriale (1996)
- Senza foce (1997)
- Errante erotico eretico (1998)
- Voyage au bout de la nuit (1999)
- Le pèlerin de la matière (2000)
- Genesi. From the Museum of Sleep (2000)
- Witness (2001)
- Petrolio (2001)
- Emergenza limbo (2002)
- Spectrography I (2002)
- Spectrography II (2003)
- A perdifiato (2004)
- Melencolia I (2004)
- Spectrography III (2005)
- Ultima scena (2005)
- Ciclo filmico della Tragedia Endogonidia (2002-2005)
  - C.#01 CESENA. I Episodio della Tragedia Endogonidia (2002)
  - A.#02 AVIGNON. II Episodio della Tragedia Endogonidia (2002)
  - B.#03 BERLIN. III Episodio della Tragedia Endogonidia (2003)
  - BR.#04 BR.#04 BRUXELLES/BRUSSEL. IV Episodio della Tragedia Endogonidia (2003)
  - BN.#05 BERGEN. V Episodio della Tragedia Endogonidia (2003)
  - P.#06 PARIS. VI Episodio della Tragedia Endogonidia (2003)
  - R.#07 ROMA. VII Episodio della Tragedia Endogonidia (2003)
  - S.#08 STRASBOURG. VIII Episodio della Tragedia Endogonidia (2004)
  - L.#09 LONDON. IX Episodio della Tragedia Endogonidia (2004)
  - M.#10 MARSEILLE. X Episodio della Tragedia Endogonidia (2004)
  - C.#11 CESENA. XI Episodio della Tragedia Endogonidia (2004)
- Infero (2007)
- Materia grigia (2008)
- Spectrography IV (2008)
- Natura morta con larve (2009)
- Spectrography V (2009)
- L'accompagnamento con abbandono (2010)
- Humus vertebra (2010)
- Drops on floor (2011)
- Red carpet (2011)
- I fantasmi dentro di noi (2011)
- Lingua madre (2012)
- Servi muti nel silenzio (2012)
- Aurora consurgens (2013)
- Spectrography VI (2014)
- Cella n° 3 (2015)
- Mare Nostrum (2016)
- ESSO#01 (2017)
- ESSO#02 (2018)
- ESSO#03 (2018)
- Spectrography VII (2018)
- Lezione di storia sospesa (2018)
- Host (2019)
- P.P.P. (2020)
- Corona dell'avvento (2020)

## DVD
- 2006 - Video in Italy a cura di Bruno Di Marino (Box: 2xDVD+libro , Rarovideo, Roma)
- 2007 - Ciclo filmico della Tragedia Endogonidia - a cura di Enrico Ghezzi Stefano e Gianluca Curti (Box: 3xDVD+CD+libro, Edizione RaroVideo, Roma)
- 2011 - Humus vertebra (Box: DVD+libro, Edition Dame De Pic - Bruxelles, Coedition Mami Verlag – Quilow (D), D406 Gallery – Modena)